# Quasi quasi (singolo)
Quasi quasi è un singolo del cantautore italiano Umberto Tozzi, pubblicato nel 1997.
Il brano, scritto da Mogol e dallo stesso Tozzi, è uno dei due singoli estratti dall'album Aria & cielo.